# 小补桥
小补桥原名卧龙桥，又名汤院桥、胜泉桥、汤泉桥，位于中国安徽省黄山市黄山区黄山温泉景区，横跨桃花溪，连接黄山温泉与古祥符寺，在黄山登山古道沿线。
该桥始建于明代，为自汤口登山者的必经之处。1616年，徐霞客第一次游黄山即投宿于桥头的祥符寺，经此桥去汤泉沐浴并登黄山。清乾隆五年（1740年），桥被山洪冲毁；道光四年（1824年）旌德县居士方锦贤捐款重建，因游人登山过此桥，可小补揽胜之兴，故命名“小补桥”。1939年3月，周恩来视察皖南新四军时游览黄山，叶挺在此桥为其留影。1956年6月山洪暴发，冲塌小补桥南段，于是仅存北半段石桥。南半段曾用木材修补，1960年下方的名泉桥建成后拆除，于是成为断桥。桥上建有翼然亭。。
2013年，小补桥作为黄山登山古道及古建筑的子项被列为第七批全国重点文物保护单位。